# نبرد تائی‌یوان
نبرد تائی‌یوان (به ژاپنی: 太原作戦)، نبرد بزرگی بود که در سال ۱۹۳۷ بین چین و ژاپن در تائی‌یوان (مرکز استان شانشی) انجام شد، که در منطقه ۲ نظامی قرار داشت.